# مالکوم ویندیت
مالکوم ویندیت (به انگلیسی: Malcolm Windeatt) (زادهٔ ۵ آوریل ۱۹۵۲) شناگر اهل بریتانیا است.